# Erasmus (program)

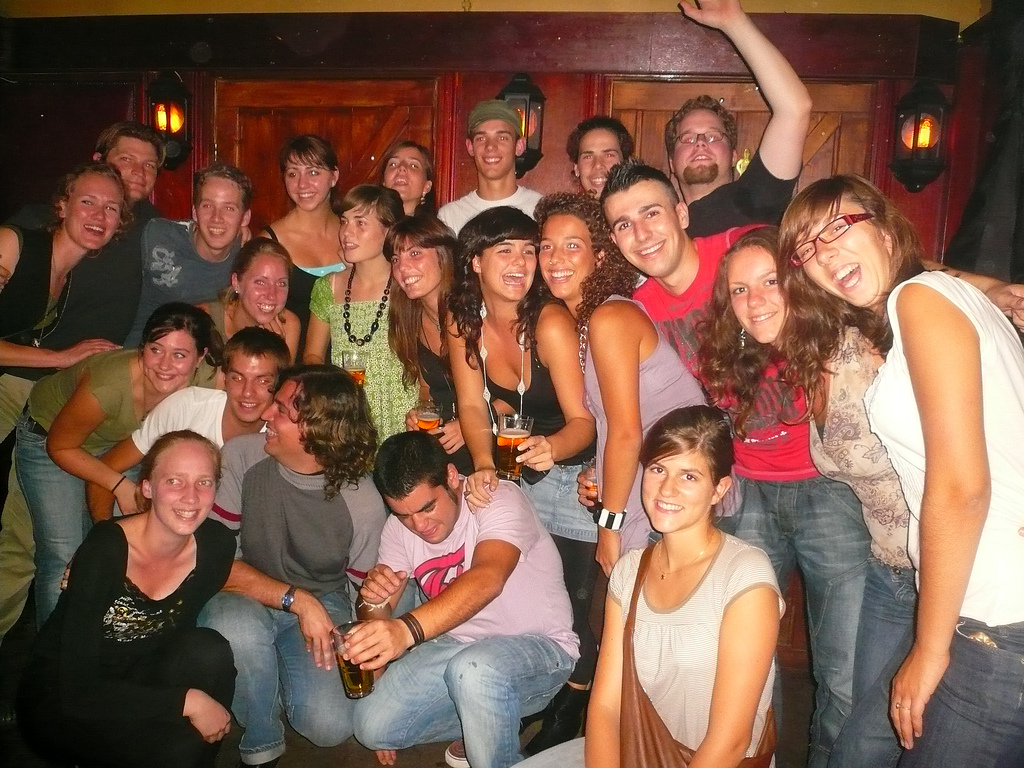
Studenci z pięciu krajów – uczestnicy programu Erasmus w Groningen

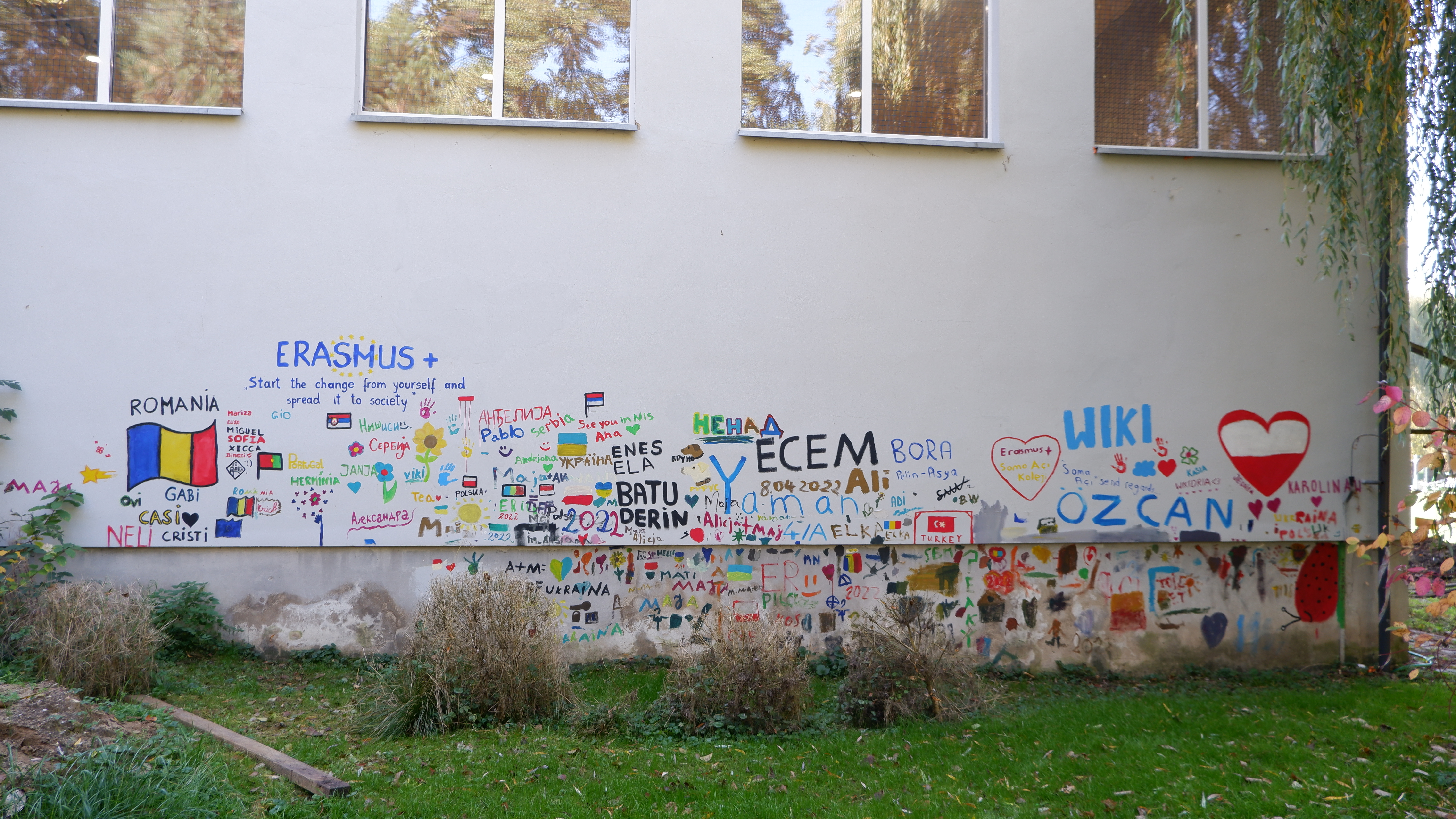
Graffiti upamiętniające udział w programie Erasmus na budynku szkoły w Pilszczu

Erasmus (ang. ERASMUS programme) – program uruchomiony przez Komisję Europejską 15 czerwca 1987 obejmujący szkolnictwo wyższe, a mający na celu finansowanie wyjazdów studentów na studia w innym kraju europejskim przez okres do jednego roku oraz wspieranie europejskiej współpracy uczelni wyższych ze wszystkich krajów członkowskich UE, EOG oraz kandydujących przez wspólne opracowanie programów nauczania, a także wymiany kadry akademickiej.
Nazwę otrzymał na cześć żyjącego na przełomie XV i XVI w. holenderskiego filozofa i pedagoga, jednego z czołowych humanistów odrodzenia, propagatora kultury antycznej – Erazma z Rotterdamu.
W Polsce funkcję Narodowej Agencji Programu Erasmus+ (od 2014 r.) i Europejskiego Korpusu Solidarności (od 2018 r.) pełni Fundacja Rozwoju Systemu Edukacji. Na arenie międzynarodowej reprezentuje ona Polskę, a w kraju organizuje nabory i nadzoruje finansowanie projektów. Łączny budżet przeznaczony na inicjatywy realizowane w ramach Erasmus+ w latach 2021–2027 przekroczy 28 miliardów euro w skali całej Europy.
Ważnym elementem programu była akceptacja Europejskiego Systemu Transferu Punktów przez wszystkie uczelnie uczestniczące w tym programie. System ten umożliwia wzajemną akceptację zaliczeń i egzaminów przez uczestniczące w programie uczelnie. Jego realizacja trwała w latach 1987–1994, kiedy to został zastąpiony przez program Socrates I w latach 1995–1999, a następnie przez Socrates II w latach 2000–2007.
Program Erasmus obejmował:
- współpracę europejskich szkół wyższych w zakresie programów nauczania,
- dopasowanie i koordynowanie toku studiów,
- gwarantowanie stypendiów dla studentów, którzy po pierwszym roku studiów kształcą się w innym kraju należącym do UE przez okres od 3 do 12 miesięcy
- wysyłanie studentów na praktyki do współpracujących instytucji, firm, organizacji w krajach europejskich na okres od 3 miesięcy do 1 roku akademickiego; uczelnia może także wysyłać swoich studentów na praktyki za pośrednictwem polskiej instytucji specjalizującej się w organizowaniu praktyk za granicą,
- wysyłanie nauczycieli akademickich do partnerskich uczelni i przyjmowanie wykładowców z tych uczelni w celu prowadzenia przez nich zajęć dydaktycznych,
- wysyłanie nauczycieli akademickich do partnerskich uczelni oraz do innych współpracujących instytucji, organizacji, przedsiębiorstw w celach szkoleniowych,
- transgraniczne partnerstwo szkół wyższych,
- inicjowanie kontaktów naukowo-badawczych,
- rozwój programów międzyuniwersyteckich,
- wspieranie przygotowanie pedagogicznego i językowego.

Sukces programu spowodował, że włączono go jako pakiet do kolejnych projektów UE:
- Socrates I
- Socrates II
- Lifelong Learning Programme
- Erasmus+

Erasmus+ – program Unii Europejskiej w dziedzinie edukacji, szkoleń, młodzieży i sportu – to kontynuacja europejskich programów edukacyjnych realizowanych od 1998 r. Jego celem jest wspieranie uczniów, studentów, nauczycieli, wykładowców i wolontariuszy w prowadzeniu międzynarodowych projektów służących podnoszeniu kompetencji. Do udziału w programie są zatem uprawnione także instytucje i organizacje publiczne i prywatne wspierające edukację formalną oraz uczenie się pozaformalne i nieformalne osób w każdym wieku. Europejski budżet programu na lata 2021–2027 wynosi 28 miliardów euro. Wraz z nową perspektywą finansową poszerzono założenia Erasmusa+, który w rezultacie stał się bardziej innowacyjny i inkluzywny, a także bardziej cyfrowy. Będzie miał też kluczowe znaczenie dla planowanego do 2025 r. utworzenia Europejskiego Obszaru Edukacji, dzięki któremu Unia Europejska zamierza m.in. zapewnić wszystkim młodym ludziom dostęp do edukacji i szkoleń jak najwyższej jakości, umożliwić osobom uczącym się łatwe przemieszczanie się między systemami edukacji w różnych krajach, a także dać im możliwość znalezienia pracy w całej Europie.
Sektory Programu Erasmus+:
- Edukacja szkolna[5] – W sektorze Edukacja szkolna programu Erasmus+ uczestnikami działań projektowych mogą być m.in. uczniowie, nauczyciele, pracownicy szkół i innych instytucji, których działalność jest związana z edukacją szkolną, oraz kadra zarządzająca placówek oświatowych. O dofinansowanie projektów mogą starać się publiczne i niepubliczne przedszkola, szkoły podstawowe i ponadpodstawowe realizujące obowiązek szkolny i obowiązek nauki, a także jednostki samorządu terytorialnego, kuratoria oświaty, ośrodki doskonalenia nauczycieli, biblioteki, domy kultury oraz inne instytucje działające w obszarze edukacji szkolnej i na jej rzecz.
- Kształcenie i szkolenia zawodowe[5] – uczestnikami projektów realizowanych w sektorze Kształcenie i szkolenia zawodowe programu Erasmus+ mogą być uczniowie i absolwenci szkół branżowych i technicznych, nauczyciele praktycznej nauki zawodu, kadra zarządzająca placówek oświatowych oraz trenerzy i szkoleniowcy. Wnioski mogą składać instytucje i organizacje zaangażowane w rozwój sektora kształcenia i szkoleń zawodowych: szkoły branżowe i techniczne, placówki kształcenia praktycznego i ustawicznego, instytucje szkoleniowe, małe i średnie przedsiębiorstwa, organizacje branżowe, partnerzy społeczni, fundacje, izby rzemieślnicze, szkoły wyższe, wojewódzkie i powiatowe urzędy pracy, a także organy administracji samorządu lokalnego i regionalnego. Wszyscy wnioskodawcy muszą posiadać osobowość prawną.
- Szkolnictwo wyższe[5] – w sektorze Szkolnictwo wyższe mogą uczestniczyć szkoły wyższe, ich studenci i pracownicy, a w niektórych działaniach – również inne organizacje współpracujące z uczelniami. Uczelnie mogą prowadzić wymianę studentów i pracowników oraz koordynować międzynarodowe projekty lub brać w nich udział jako partnerzy. Warunkiem udziału uczelni w programie jest posiadanie Karty Erasmusa dla szkolnictwa wyższego. Dzięki programowi studenci mają możliwość wyjazdów za granicę na część studiów i na praktyki. Nauczyciele akademiccy mogą prowadzić zajęcia dydaktyczne dla studentów w zagranicznych uczelniach. Pracownicy z różnych jednostek uczelni mogą korzystać z wyjazdów szkoleniowych. Ponadto studenci i pracownicy uczelni mają możliwość uczestniczyć w projektach międzynarodowych, w które zaangażowana jest ich jednostka.
- Edukacja dorosłych[5] – o dofinansowanie w tym sektorze programu Erasmus+ mogą ubiegać się organizacje działające w obszarze formalnej, pozaformalnej i nieformalnej edukacji dorosłych o charakterze niezawodowym, takie jak np.: organizacje pozarządowe, uniwersytety trzeciego wieku, uniwersytety ludowe i otwarte, instytucje kultury, ośrodki pomocy społecznej, szkoły ogólnokształcące dla dorosłych, urzędy pracy, władze lokalne. W ramach projektów mobilności dorosłe osoby uczące się w tych organizacjach (słuchacze) z określonych grup wymagających szczególnego wsparcia edukacyjnego oraz przedstawiciele kadry edukacji dorosłych mogą uczestniczyć w mobilnościach zagranicznych mających na celu rozwój ich kompetencji. Natomiast w ramach projektów partnerskich kadra i dorośli słuchacze mają możliwość uczestniczyć w działaniach międzynarodowych realizowanych z udziałem partnerów zagranicznych.
- Młodzież[5] – O dofinansowanie projektów w sektorze Młodzież mogą starać się m.in. organizacje pozarządowe posiadające osobowość prawną, grupy nieformalne młodzieży (tylko KA1) oraz organy publiczne na szczeblu lokalnym, regionalnym lub krajowym, działające na rzecz młodzieży lub osób pracujących z młodzieżą, wykorzystujące pozaformalne metody edukacji. Do udziału w projektach uprawnione są osoby młode (13–30 lat) oraz osoby pracujące z młodzieżą (bez ograniczeń wiekowych).